# Pilón (Cuba)
Pilón è un comune di Cuba, situato nella provincia di Granma. 
Pilòn è una cittadina attorniata da campi coltivati, da un mare non ancora colonizzato dall'industria turistica ed attorniata dalla Sierra Maestra e dal Pico Turquino.

## Amministrazione

### Gemellaggi
- Cervo, Italia